# Bingo Players
Bingo Players è stato un duo di dj/producer olandesi formato da Paul Bäumer & Maarten Hoogstraten, ma, dopo la morte di Paul, Marteen decise di mantenere comunque la denominazione.

## Carriera
I loro lavori spaziano dalla electro alla tech house. Iniziano la loro carriera nel 2006 con diversi EP sulla Techtone Records, raggiungendo il successo col singolo Touch Me, prodotto insieme al duo connazionale Chocolate Puma, in grado di raggiungere il primo posto nella classifica dance di Beatport. I brani dei Bingo Players iniziano ad essere supportati da dj internazionali come Laidback Luke, A-Trak, Crookers, Patrick La Funk, Boys Noize.
I singoli che seguono diventano delle vere e proprie hit come Get Up, Disco Electrique (ancora coi Chocolate Puma) e I Will Follow (prodotto con Dan'Thony). Il duo ha prodotto anche numerosi remix di vari artisti di fama mondiale come Joachim Garraud, Ron Carroll, Kristine W, Oliver Twizt, Ferry Corsten e Sander van Doorn.
Nel 2009 pubblicano Devotion su Sneakerz MUZIK, che rimane per oltre 2 settimane nella top 10 di Beatport. In seguito uscirà una versione cantata da Tony Scott. Nel mentre, il duo rilascia vari remix di altrettanti artisti come David Guetta, Eddie Thoneick, Gramophonedzie, Mastiksoul, Fedde Le Grand, Green Velvet, Groovenatics.
I Bingo Players fondarono la propria etichetta, la Hysteria Records, sulla quale rilasciarono i loro singoli. Tra questi spiccano il bootleg di Tom's Diners di Suzanne Vega del 2010 e Cry (Just A Little) (che riprende in chiave moderna un sample di "Piano In The Dark" di Brenda Russell) del 2011
Il 19 luglio 2013, Paul ha annunciato tramite la pagina Facebook del duo che gli era appena stato diagnosticato un cancro e che Maarten avrebbe rappresentato il duo nei prossimi anni. Nonostante le cure, Paul Baumer è morto nella notte del 17 dicembre 2013. Da allora, Maarten sta mandando avanti il gruppo da solo e, nonostante sia venuto a mancare Paul, "I Bingo Players saranno sempre plurale", frase diventata una sorta di motto.

## Discografia

### Singoli
- Gimmie All That You Got (2006)
- Sonic Stomp (2006)
- Shake It (2007)
- Chuck Full Of Funk (2007)
- Party People (2007)
- Touch Me (with Chocolate Puma) (2007)
- Get Up (2008)
- Chop (2008)
- Bounce (Till Ya) (2008)
- Blurr (2008)
- Disco Electrique (with Chocolate Puma) (2009)
- I Will Follow (Theme Fit For Free Dance Parade) (with Dan'Thony) (2009)
- Devotion (2009)
- Devotion (with Tony Scott) (2009)
- When I Dip (Spinnin' Records – SP195, 2010)
- Tom's Diner (2010)
- Get On The Move (2010)
- Obviously (with Carl Tricks) (2010)
- Lame Brained (2010)
- Cry (Just A Little) (Spinnin' Records – SPCDS10559, 2011)
- Sliced (with Nicky Romero) (2011)
- Rattle (2011)
- Mode (2011)
- L'Amour (Spinnin' Records, 2012)
- Don't Blame The Party (Mode) (with Heather Bright) (2012)
- Out Of My Mind (2012)
- Get up (Rattle) (ft.Far East Movement) (2013)
- Rattle (Sexy Lady) (ft. 2 Chainz) (2013)
- Buzz Cut (2013)
- Knock You Out (2014)
- Nothing To Say (2015)
- Curiosity (2015)
- Lone Wolf (2016)
- Be With You (2016)
- Tom's Diner (Bingo Players 2016 Re-Work) (Spinnin' Records – SP1119, 2016)
- Mode (Jay Hardway Remix) (Spinnin' Records – SPRMX080, 2016)
- Cry (Just A Little) (A-Trak & Phantoms Remix) (Spinnin' Records – SP1162, 2016)
- Bust This (2017)
- No.1 Disco (2017)
- Everybody (feat. Goshfather) (2018)
- Love Me Right (Spinnin' Records (2018)
- 1000 Years (2019)
- 2020: Brighter Days (con Oomloud)
- 2020: Scoop (con Peyruis)
- 2020: Shed My Skin (con Oomloud)
- 2020: Forever Love (con Disco Fries feat. Viiq)

### Remix
- UHM - House Ya (Bingo Players Remix) (2008)
- UHM, Tony Flexx - Our House (Bingo Players Remix) (2008)
- Josh The Funky 1 - It's The Music (Bingo Players Remix) (2008)
- Ian Carey - Redlight (Bingo Players Remix) (2008)
- Erick E - Wanna Go Again (Bingo Players Remix) (2008)
- Groovenatics - Joy (Bingo Players Remix) (2008)
- Gio Martinez, Genetik - Pixel (Bingo Players Remix) (2008)
- Todd Terry - Uncle Tech (Bingo Players Remix) (2008)
- Soulcatcher feat. Amanda Wilson - Falling For You (Bingo Players Remix) (Spinnin' Records, – SPBUND039, 2008)
- Ron Carroll - Bump To Dis (Bingo Players, Bart B More Remix) (Spinnin' Records, – SPBUND039, 2009)
- Oliver Twizt - You're Not Alone (Bingo Players Remix) (Spinnin' Records, 2009)
- Harrison Crump - Gone (Bingo Players Remix) (Spinnin' Records, – SPBUND039, 2009)
- Kristine W - Feel What You Want (Bingo Players Feel It 2 Remix) (Spinnin' Records – SPCDS10279, 2009)
- Joachim Garraud - Are U Ready? (Bingo Players Remix) (2009)
- Villanord - Muzik (Bingo Players Remix) (2009)
- Ferry Corsten feat. Maria Nayer - We Belong (Bingo Players Remix) (2009)
- Sander Van Doorn, Marco V - What Say? (Bingo Players Remix) (Spinnin' Records, – SPBUND039, 2009)
- Patric La Funk - Xylo (Bingo Players Remix) (2009)
- Sir James - Special (Bingo Players Remix) (2009)
- NERD - Lapdance (Bingo Players Bootleg Remix) (2009)
- Nick Supply feat. Tasha Baxter - That Bounce Track (Bingo Players Remix) (2009)
- Gel Abril - Spells Of Yoruba (Bingo Players Remix) (2009)
- Martin Solveig - Poptimistic (Bingo Players Remix) (2009)
- Gramophonedzie - Why Don't You (Bingo Players Remix) (2010)
- Mastiksoul feat. Zoey - Taking Me Hi (Bingo Players Remix) (Spinnin' Records – SP192, 2010)
- Eddie Thoneick feat. Terri B. - Release (Bingo Players Remix) (2010)
- Kelis - Milkshake (Bingo Players Bootleg) (2010)
- David Guetta, Kid Cudi - Memories (Bingo Players Remix) (2010)
- Fedde Le Grande, Funkerman, Dany-P Jazz - New Life (Bingo Players Remix) (2010)
- Green Velvet - La La Land (Bingo Players Remix) (2010)
- Sir Mix-A-Lot - Baby Got Back (Bingo Players Bootleg) (2011)
- Pitbull feat. Ne-Yo, Afrojack & Nayer - Give Me Everything (Bingo Players Remix) (2011)
- Sander Van Doorn - Koko (Bingo Players Remix) (2011)
- The Prodigy - Everybody In The Place (Bingo Players Bootleg) (2011)
- Wally Lopez - Welcome Home (Bingo Players Remix) (2011)
- Manufactured Superstars feat. Scarlett Quinn - Take Me Over (Bingo Players Remix) (2011)
- Flo-Rida - Good Feeling (Bingo Players Remix) (2011)
- Cobra Starship - Middle Finger (Bingo Players Remix) (2011)
- Far East Movement - Jello (Bingo Players Remix) (2012)
- Carl Tricks - Mad Dash (Bingo Players Edit) (2012)
- Dada Life - Boing Clash Boing (Bingo Players Remix) (2013)
- Duck Sauce - Radio Stereo (Bingo Players Remix) (2014)
- Gorgon City - Here For You (Bingo Players Remix) (2014)
- Bingo Players and Goshfather - Everybody (Bingo Players Remix) (2018)